# Ericae

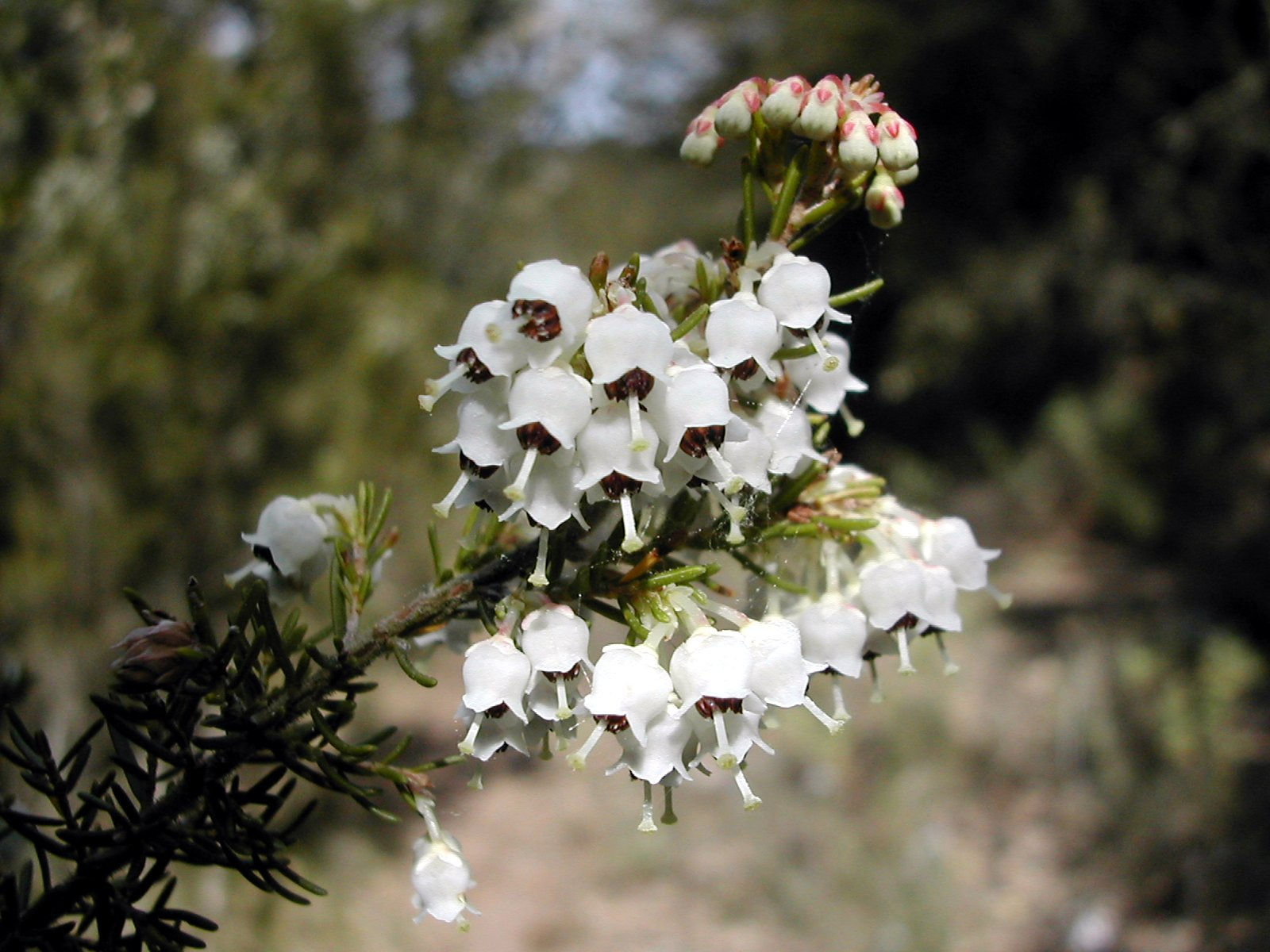
Erica

Ericae, na classificação taxonômica de Jussieu (1789), é uma ordem botânica da classe Dicotyledones, Monoclinae (flores hermafroditas ), Monopetalae (uma pétala), com  corola perigínica (quando a corola se insere à volta do nível do ovário).
Apresenta os seguintes gêneros:
- Cyrilla, Blaeria, Erica, Andromeda, Arbutus, Clethra, Pyrola, Epigaea, Epacris, Gaultheria, Brossaea, Argophyllum, Vaccinium, Empetrum, Hudsonia.